# Мартовски пуч
Мартовски пуч јесте државни удар спроведен 27. марта 1941. у Београду, у тадашњој Краљевини Југославији, којим је са власти збачено трочлано краљевско намјесништво предвођено кнезом Павлом Карађорђевићем, а власт је предата малољетном краљу Петру II Карађорђевићу. Пуч је планирала и извела група прозападно оријентисаних српских официра Југословенског краљевског ратног ваздухопловства (ЈКРВ), коју је формално предводио армијски генерал војног ваздухопловства Душан Симовић, који је био повезан са неколико завјера од 1938. па надаље. Главни организатори пуча били су бригадни генерал војног ваздухопловства Боривоје Мирковић, мајор Живан Кнежевић из Краљеве гарде и његов брат Радоје Кнежевић. Поред Радоја Кнежевића, за пуч су вјероватно знале и неке цивилне вође прије самог покретања и кренули су да га подрже, али нису били међу организаторима. Сам Петар II је био изненађен државним ударом и први пут је на радију чуо изјаву о свом пунољетству.
Комунистичка партија Југославије није играла никакву улогу у државном удару, иако је дала значајан допринос масовним уличним протестима у многим градовима у којима је јавност подржала државни удар. Пуч је био успјешан и смијенио је трочлано краљевско намјесништво — кнеза Павла, Раденка Станковића и Иву Перовића — и владу Драгише Цветковића. Два два прије свргавања, Цветковићева влада је потписала Бечки протокол о приступању Југославије Тројном пакту (Осовини). Пуч је планиран неколико мјесеци, а његово спровођење изазвало је потписивање Тројног пакта, охрабрени од британске Управе за специјалне операције.
Војни завјереници довели су на власт седамнаестогодишњег краља Петра II (кога су прогласили пунољетним да би преузео пријесто) и образовали слабу и подијељену владу националног јединства са Симовићем као предсједником владе и Влатком Мачеком и Слободаном Јовановићем као потпредсједницима. Пуч је непосредно довео до осовинске инвазије на Југославију у априлу 1941. године. Важност пуча и накнадне инвазије у одлагању Операције Барбароса, осовинске инвазије на Совјетски Савез (почела 22. јуна 1941) и даље је упитна. Војни историчар Мартин ван Кревелд је 1972. одбацио ту идеју, тврдећи да је инвазија на Југославију заправо помогла и убрзала цјелокупну Балканску кампању, а да су други фактори одредили датум почетка Операције Барбароса. С друге стране, налази објављени 2013. довели до тврдњи да је инвазија на Југославију донекле допринијела одлагању покретања Операције Барбароса.

## Позадина
Краљевина Југославија, која је успостављена као Краљевство Срба, Хрвата и Словенаца 1918, обухватала је разне националне и религијске групе са различитим историјским поријеклом. Међу њима су били Срби, Хрвати, Словенци, босански муслимани и Албанци. Свака национална група била је снажно повезана са једном од три доминантне религије: православље (Срби), католицизам (Хрвати и Словенци) и ислам (босански муслимани и Албанци).
Према професору економије и историчару Јози Томашевићу, Југославија је била политички слаба од тренутка свог настанка и остала је таква и у међуратном периоду углавном због „ригидног система централизма” наметнутог Видовданским уставом који је био наклоњеним Србима, чврсте повезаности између сваке националне групе и њене доминантне религије и неуједначеног економског развоја. Конкретно, религијски примат Српске православне цркве у националним пословима и дискриминација католика и муслимана појачали су незадовољство несрпског становништва владајућим групама у којима су преовладавали Срби и које су контролисале покровитељство и именовања у влади, а третирали несрбе као грађане другог реда. Овај централизовани систем је произашао из српске војне снаге и хрватске непопустљивости, а одржавало га је хрватско неангажовање, прекомјерна заступљеност Срба, корупција и недостатак дисциплине у политичким странкама. Овакво стање је првобитно одржавано подривањем демократског система власти путем политичког мита. Доминација српских владајућих елита над остатком Југославије значила је да земља никада није била консолидована у политичком смислу, па стога никада није била у стању да се позабави друштвеним и економским изазовима са којима се суочавала.
Политиколог Сабрина Рамет види нефункционалност и недостатак легитимитета режима као разлог због којих је државна унутрашња политика постала етнички поларизована, што је феномен који се у Југославији назива „национално питање”. Неуспјех у успостављању владавине права, заштити индивидуална права, изградњи толеранције и једнакости и гарантовању неутралности државе у питањима која се односе на религију, језик и културу допринијели су овој нелегитимности и нестабилност.
Краљ Александар је 1929. укинуо грађанску демократију и увео краљевску диктатуру, којом је покушао да разбије етничке подјеле у држави на различите начине, укључујући стварање бановина заснованих на географским критеријуму, а не на традиционалним регијама. Постојала је значајна опозиција овом потезу, са српским и словеначким опозиционим странкама и личностима које су се залагале за подјелу државе на шест етнички заснованих административних јединица. До 1933, незадовољство у Савској бановини са већинским хрватским становништвом прерасло је у потпуни грађански неред, чему се режим супротставио низом атентата, покушаја атентата и хапшења кључних хрватских опозиционих личности, укључујући лидера Хрватске сељачке странке Влатка Мачека. Када је краља Александра 1934. у Марсељу убио бугарски атентатор Владо Черноземски повезан са хрватским усташама, његов рођак кнез Павле је постављен на чело тројног намјесништва заједно са сенатором Раденком Станковићем и баном Савске бановине Ивом Перовићем. Намјесништво је владало у име Александровог једанаестогодишњег сина, краља Петра, али је најважнији члан намјесништва био кнез Павле. Иако је кнез Павле био либералнији од свог рођака, диктатура се није прекидала. Диктатура је дозволила држави да слиједи досљедну инострану политику, али Југославији је био потребан мир у кући како би осигурала мир са својим сусједима, који су сви имали иредентистичке тежње ка њеној територији.

## Инострана политика Југославије током међуратног периода
Од 1920, Краљевина Срба, Хрвата и Словенаца је преговарала о стварању Мале Антате са Румунијом и Чехословачком, суочена са мађарским претензијама ка својој територији и након деценије билатералних споразума, формализована је аранжмане 1933. године. Сљедеће године је услиједио Балкански пакт Југославије, Грчке, Румуније и Турске, с циљем да осујети бугарске претензије. Током овог периода, југословенска влада је настојала да остане у добрим односима са Француском, сматрајући је гарантом европских мировних уговора. То је формализовано Уговором о пријатељству из 1927. године. С овим аранжманима, Италија је представљала највећи проблем за Југославију, финансирајући антијугословенску Унутрашњу македонску револуционарну организацију (ВМРО) која је заговарала бугарски иредентизам. Покушаји краља Александра да преговора са италијанским дучеом Бенитом Мусолинијем били су безуспјешни, а послије атентата на Александра, на том фронту се све до 1937. није догодило ништа значајно. Послије Александрове смрти, Југославија је изолована и војно и дипломатски, а посегнула је за француском помоћи у њеним билатералним односима са Италијом. Именовањем Милана Стојадиновића за предсједника владе 1935, Њемачка и Југославија су се зближиле. Трговински односи обје земље су се знатно развили, а Њемачка је постала најважнији трговински партнер Југославије.

### Споразум Цветковић—Мачек
Кнез Павле је увидио недостатак националне солидарности и политичку слабост Југославије, а по преузимању власти је више пута покушао да преговара о политичком споразуму са Мачеком, предсједником ХСС, највеће хрватске политичке странке у Југославији. У јануару 1937. Стојадиновић се састао са Мачеком на захтјев кнеза Павла, али Стојадиновић није хтио или није могао да се ухвати у коштац са хрватским незадовољством. Аншлус 1938. довео је Њемачку на границе Југославије, а у децембру одржани су пријевремени избори. У том контексту командант Југословенског краљевског ратног ваздухопловства (ЈКРВ) армијски генерал Душан Симовић био је умијешан у двије завјере државног удара почетком 1938, које су биле подстакнуте српским противљењем конкордату са Светом столицом и једну завјеру послије децембарских избора.
На југословенским парламентарним изборима у децембру 1938. Уједињена опозиција на челу са Мачеком освојила је 44,9% гласова, али због изборних правила по којима су владајуће странка добиле 40% мандата у Народној скупштини прије него што су гласови пребројани, опозиција је стекла само 67 од укупно 373 мандата. Министар просвјете Богољуб Кујунџић одржао је 3. фебруара 1939. националистички говор у Народној скупштини у коме је изјавио да ће „српска политика увијек бити политика овог дома и ове владе”. Предсједник Југословенске муслиманске организације (ЈМО) Мехмед Спахо тражио је од Стојадиновића да демантује изјаву, али то није урадио. По налогу предсједника Сената Антона Корошеца и предсједника Словеначке народне странке, исте вечери је пет министара поднијело оставке, међу којима и Корошец. Остали су били Спахо, Џафер Куленовић, Франц Сној и Драгиша Цветковић.
Стојадиновић је тражио овлашћење од кнеза Павла да образује нови кабинет, али је Коршец као предсједник Сената савјетовао кнеза да образује нову владу под Цветковићем. Кнез Павле је разријешио Стојадиновића и на његово мјесто поставио Цветковића, уз наређење да се договори са Мачеком. Док су ови преговори били у току, Италија је извршила инвазију на Албанију. У августу 1939. закључен је споразум Цветковић—Мачек о стварању Бановине Хрватске, која је требало да буде релативно аутономна политичка јединица у оквиру Југославије. Хрватски сепаратисти су сматрали да споразум није испунио очекивања, а многи Срби су сматрали да је дао и превише власти Хрватима. Цветковићем кабинет је образован након постизања споразума и био одлучно против Осовине, али је остао у пријатељским односима са Њемачком, чинило га је пет чланова ХСС-а, а Мачек је био потпредсједник владе. Генерал Милан Недић био је министар војске и морнарице. Послије избијања Другог свјетског рата у септембру 1939, њемачки притисак на владу је резултирао средином 1940. оставком министра унутрашњих послова Станоја Михалџића, који је организовао прикривене противосовинске дјелатности. У октобру 1940, Симовићу су се поново обратили завјереници који су планирали државни удар, али није био заинтересован. Од избијања рата британска дипломатија се фокусирала на одржавање неутралности Југославије, за коју је амбасадор Роналд Јан Кембел очигледно вјеровао да је још увијек могућа.

## Пуч
За заверенике било је изузетно важно то што су се, почетком марта, британске трупе искрцале у Грчкој. Ујутро 26. марта, Душан Симовић је разговарао са британским војним аташеом о детаљима помоћи у случају рата Југославије са Осовином, до кога је по његовом мишљењу морало доћи ако пуч успе. По подне, Боривоје Мирковић је Симовићу саопштио одлуку да током ноћи „уклони издајнике“. Пред одсудним кораком, Симовић се препао и затражио да се пуч одложи. Мирковић се није поколебао. Одмах је почео да припрема пуч као да се ради о војној вежби. Пред поноћ 26-тог на 27-ми издао је наређење да се почне. Ваздухопловни пуковник Драгутин Савић је преузео контролу над земунским аеродромом, армијски пуковник Димић над савским мостовима. У центар Београда, за тенковима дошла је пешадија; ваздухопловни пуковник Стјепан Буразовић преузео је градску управу, управу полиције и београдску радио-станицу; гардијски мајор Живан Кнежевић преузео је део града у којем су била смештена разна министарства и Главни ђенералштаб и ухапсио Цветковића, његове министре и генерала Петра Косића, гардијски пуковник Стојан Здравковић преузео је краљевски двор; потпуковник Миодраг Лозић преузео је контролу главне поште у Београду, а неки други официри преузели су контролу гардијске касарне и аутокоманде. Око 3 сата све је било готово и власт кнеза Павла окончана. Изгубљен је само један живот и то несретним случајем. Мирковић је онда позвао Симовића, који је из кревета дошао у Главни генералштаб и преузео политичко вођство после извршеног преврата. За њим су убрзо стигли министарски кандидати. За једног од њих, Милана Грола, причало се да није „знао да ли га хапсе или воде у владу“ када су га официри подигли из постеље. Присутним министарским кандидатима, Симовић се обратио речима: „Господо, дајем вам пола сата времена, да се договорите ко ће које министарство да прими, а ако се не сложите ја ћу вам прочитати.“ Пошто је погађање око распореда по страначком кључу потрајало, у једном тренутку је Слободан Јовановић ушао код Симовића и предложио му да изађе са својом листом министара, јер се „ови политичари неће никад споразумети“. Потом, Симовић је „прочитао“ ко које место добија у његовој влади.
Промена извршена пучом покривена је Краљевом прокламацијом, којом је Петар II, пет и по месеци пре пунолетства, преузео краљевску власт. У прокламацији је наглашено да је војска свргнувши Намесништво и дотадашњу владу „извршила свој задатак према Краљу и Отаџбини“, и да је мандат за нову владу поверен генералу Душану Симовићу. Током 27. марта, та прокламација је неколико пута читана на радију, гласом младог краља. Али он је тај свој први акт видео и потписао тек увече. Прокламација, коју је Симовићу на редакцији поднео Радоје Кнежевић, а коју је изгледа саставио Слободан Јовановић, није се могла доставити младом краљу, па је однета у радио, где ју је најављен као краљ, прочитао капетан корвете Јаков Јововић. У 10 сати преко радија, „у име свих владика српских, сакупљених на Светом Архијерејском Сабору“ и у своје име, патријарх Гаврило Дожић је благословио пуч.

## Демонстрације
Чим се сазнало за пуч, улице су испуњене масом света: „Београд је изгледао као једна кошница пчела“. Певане су патриотске песме и узвикиване пароле против Хитлера и Мусолинија. Главне пароле биле су Живео Краљ Петар II и Доле влада. Остале пароле су биле Живела Југославија, Живела војска, Пакт са Русијом, Пакт са Америком.
Пароле које су биле намештене према енглеском схватању српске историје су: Боље рат него пакт, Боље гроб него роб, Нема рата без Срба.
Речју Мирка Костића, „мало би ко од народних манифестаната на питање: хоћеш ли рат“, одговорио „боље рат него пакт“, а на „боље гроб него роб“ чуло би се из народа „гробом икад, робом никад“.
У раним јутарњим часовима једна група демонстраната „полупала је немачке бирое, поломила врата и прозоре и поцепала папире који су се унутра налазили“. До десет сати, градом су залепршале југословенске, енглеске, француске и америчке заставе; немачка застава била је спаљена.
Сутрадан после благодарења у Саборној цркви, немачки посланик Виктор фон Херен је „вређан, а гомила је пљувала на његов аутомобил“. Око 10 сати међу демонстрантима су се појавили комунисти, настојећи да наметну пароле о савезу са Совјетским Савезом. Тада су на том скупу говорили Светозар Вукмановић и Милован Ђилас а једна зграда на тргу Славија била је искићена црвеним заставама.

## Славље у Британском посланству и Уједињеном Краљевству
Ујутро 27. марта у Британском посланству у Београду се славило уз шампањац. За британску владу, пуч је значио отварање новог фронта на коме ће Хитлер барем привремено трошити снагу. На вест о успешно изведеном пучу британски премијер Винстон Черчил је изјавио:
Југословенска нација рано јутрос је пронашла своју душу.

## Мотиви пучиста
Главни цивилни завереник, Радоје Кнежевић, 1937. био је у својој 36. години, по налогу кнеза Павла, са места краљевог професора француског језика, стављен у пензију. До тога је дошло пошто је Кнежевић у дворском спору између књегиње Олге и краљице Марије стао на страну краљевске удовице преко које су изгледа покушали да делују опозиционари.
За старијим братом Радојем ишао је и млађи Живан Кнежевић, мајор у Краљевој гарди, око кога су се окупљали млађи елитни официри. Њихов национални понос погађала је Владина проосовинска политика, али и прича о томе да кнез Павле намерава да Петра II Карађорђевића лиши престола.
На српском националном нивоу, мотиви пучиста могу се свести на два. Један је лежао у неприхватању хрватског одлучујућег утицаја на државне послове, који је успостављен после Цветковић-Мачековог споразума. Други мотив било је тешко незадовољство намесником Павлом, које се концентрисало око раширене приче да он намерава, уз Хитлерову подршку, да отме престо „сирочету“.

## Мачекова идеја о војном походу на Београд
Хрвати су пуч схватили као „атак на постигнуту хрватску аутономију у Бановини Хрватској“. Влатко Мачек је био спреман да брани и кнеза Павла и хрватске позиције стечене под Павловим намесништвом. Око 7. изјутра 27. марта, краљевски воз којим је Павле путовао за Брдо код Крања био је заустављен у Загребу. Командант Четврте армије, генерал Петар Недељковић, стајао је на станици са Симовићевим налогом да се свргнути намесник врати у Београд. Утом, стигао је Мачек одмах изјавивши: „Ово што су урадили у Београду није никакво добро. Ја сам био са кнезом Павлом и са њим и падам. Ја сам слободан да одлучим даљу ситуацију, тако исто и хрватски народ.“ Затим, у пратњи генерала Недељковића упутио се са Павлом у Банске дворе. У међувремену, добио је реч шефа загребачке полиције да ће, по његовом наређењу, ухапсити Недељковића.
У једној канцеларији Банских двора, у присуству бана Ивана Шубашића, Аугуста Кошутића и Јураја Крњевића, Мачек је изнео свој план. Пошавши од тога да пуч не треба сматрати као свршен чин, предложио је одмах да се смени генерал Недељковић „и по потреби ухапси“, а да се на његово место постави командант дивизије у Загребу генерал Август Марић, који је иначе Хрват и који је веран кнезу Павлу Карађорђевићу. Са таквом променом требало је послати пукове из Хрватске против побуњеника у Београду. Пошто је ослањајући се на пречански фронт, однео победу над Србима из моравске Србије на политичком плану, Мачек је то исто хтео да учини и на војном.
Кнез Павле није прихватио Мачеков предлог. Он је прихватио пуч као свршен чин, па је закључио да би позив војсци да стане уз Намесништво био акт побуне против краља. На Мачеков аргумент да се не би радило о побуни, него о покушају „заштите Краља од једне групе неодговорних официра“, Павле је завапио: „Па то значи грађански рат! Мени ће побуњеници поклати децу у Београду, како би ми се лично осветили.“ Још је рекао да је уморан од државних послова и да му је једина жеља да напусти земљу.
У тренутку Павловог клонућа, зазвонио је телефон: Душан Симовић је тражио од Мачека да, са своја четири министра из Цветковићеве владе, као потпредседник уђе у његову владу. Одговарајући на Мачекове услове, Симовић је прихватио Споразум Цветковић-Мачек, и још обећао „потпуну аутономију Хрватима“. Што се Тројног пакта и спољне политике тиче, о томе је имало да се реши чим Мачек дође на седницу владе. Уз Павлов наговор, Мачек је пристао да његови министри уђу у Симовићеву владу, а сам је свој улазак одложио за неколико дана.
До поднева, када је кренуо за Београд, кнез Павле је преко британског конзула у Загребу, упутио молбу британској влади да му интервенцијом код Симовићеве владе олакша одлазак у Грчку и дозволи долазак у Лондон. Док је путовао за Београд, Боривоје Мирковић и његови авијатичарски официри наваљивали су да се сврнути Кнез-намесник стреља. Ипак, та солуција остављена је само за случај одбијања оставке. Одмах по приспећу у Београд, око 7 увече, Павле је беспоговорно, са осталом двојицом намесника, потписао оставку, спаковао се и са породицом пред поноћ пошао пут Грчке. Британци су свог бившег „пријатеља“ упутили у Кенију са статусом „политичког затвореника“.

## Нова влада
Нова влада је састављена од водећих представника свих значајних политичких странака. Илегална Комунистичка партија Југославије није била заступљена, нити су антикомунистичке мере попустиле. Нова влада се у том погледу није разликовала од старе, а такође је хтела избећи очити изазов Хитлеру. Влада је била крајње разједињена и због тога слаба. Мишљење чланова Симовићевог кабинета о основном проблему рата или мира с Немачком била су оштро подељено у две групе. Осим председника владе Симовића (који је уз то био и начелник Главног ђенералштаба) и генерала Богољуба Илића, министра војске и морнарице, противници пакта са Немачком били су Срђан Будисављевић (унутрашњи послови) и Сава Косановић (снабдевање), обојица чланови Самосталне демократске странке; Бранко Чубриловић (пољопривреда), члан Земљорадничке странке, и Радоје Кнежевић (министар двора), члан скоро Демократске странке. На супротном крају били су они чланови кабинета који су искрено хтели да Југославија испуни обавезе преузете ступањем у Тројни пакт 25. марта и који су тражили додатне гаранције у нади да ће на тај начин сачувати мир и територијални интегритет земље. Осим Мачека као првог потпредседника, у ту су групу спадала и четири члана Хрватске сељачке странке: Иван Андрес (трговина и индустрија), Јосип Торбар (поште и телеграфи), Јурај Шутеј (финансије) и Бариша Смољан (министар без портфеља); Момчило Нинчић (спољни послови), члан Радикалне странке; Џафер Куленовић (шуме и руде) из Југословенске муслиманске организације, и два члана Словеначке народне странке, Фран Куловец (јавни радови) и Миха Крек (министар без портфеља). Преосталих седам чланова кабинета били су у средини, неки од њих склонији првој, а неки другој групи. То су били Милан Грол (социјална политика и народно здравље) и Божа Марковић (правда), обојица из Демократске странке; Милош Трифуновић (просвета) из Радикалне странке; Богољуб Јефтић (саобраћај) и Јово Бањанин (министар без портфеља) чланови Југословенске народне странке и Марко Даковић (министар без портфеља), црногорски политичар.

## Изјаве појединих актера о пучу
- Кнез Павле Карађорђевић 22. октобра 1975. у преписци са Костом Ст. Павловићем: "Мој једини циљ је био прво да средим прилике у земљи — ако се сећате одмах сам вратио и ослободио толике политичаре — па затим гледао да се поново врати демократија и старе партије. А најглавније да решим хрватско питање. Као што знате били смо окружени непријатељима— Јанка Пуста у Мађарској, богзна каква пуста у Бугарској, а да не говорим о Италији. Французи нису допустили да се спомене Италија на процесу у Ексу[а] (то ми је рекао Пол Бонкур) а Енглези су правили велики притисак да не проузрокујемо ма шта против Италије. (После, кад је букнуо рат са Етиопијом друкчије су мислили). Дакле, још је само требало да се посвађамо са Немачком и да се она сложи са Италијом и нашим другим непријатељима те да пропаднемо. To ми и данас изгледа да је био једини излаз из једне тешке ситуације, јер нас нико не би спасавао нити се за нас борио. На жалост и данас има људи који то неће разумети. Г-ђа Оти ми је препоручена од великог пријатеља. који је имао велики положај у Енглеској јер, студирајући архив, била је пренеражена колико су многи писци нетачно описали моју политику. Ви ћете можда веровати да сам увек био нападан и никад се нисам бранио. Остављам млађим генерацијама да пронађу истину и мислим да су већ почели друкчије да гледају на извесне догађаје. Сад морам да се зауставим, јер у мојим годинама и са мојом болешћу брзо се заморим."[35]
- Јосип Броз Тито, 4. годишњица догађаја 27. марта 1945. у Београду: "Другови и другарице, грађани и грађанке! Нисам мислио да данас овдје, на овом величанственом збору, говорим. Али, — сматрајући да је ово велики дан, годишњица оног хисторијског преокрета У најтамније доба, када је њемачки фашизам порушио скоро читаву Европу, да је на тај хисторијски дан овдје, на улицама Београда, народ Србије, народ осталих дијелова Југославије, Хрватске, Словеније и других, дао отпор и казао: Не, боље рат, него пакт! Хоћу овом приликом да кажем једну чињеницу, коју би многи хтјели да изврну и да је скрену у другом правцу. Двадесет и седмог марта 1941. године извршен је тај преокрет зато, јер је то народ одоздо хтио. Није то ствар појединаца, ствар мале групе, то је ствар читавог народа. Без тога не би се могло извршити оно што се извршило. Појединци су учинили оно што је упела маса, што је хтио народ. Овај велики празник, 27 март, који улази у хисторију нашег народа, јесте доказ силне, непоколебиве воље за независношћу, за својом слободом и за очувањем свога опстанка. Ја сам сретан што данас овдје, пред овим величанственим збором могу да вам честитам овај велики празник - 27. март. Нека буде овај 27. март нови подстрек за нова величанствена дјела на пољу обнављања и изградње наше напаћене херојске земље. Као што је 27. март 1941. године био бојни зов под оружје, за одбрану ове земље, нека овај 27. март буде зов за изградњу, за сретну и бољу будућност наших народа. Овај празник славимо у знаку коначне побједе над највећим непријатељем наших народа и над највећим непријатељем читавог човјечанства."[36][37]
- Драгиша Цветковић, шеф владе пре пуча и потписник приступа Тројном пакту у име Краљевине Југославије, крајем 1950-их током егзила у Француској је дао један интервју тадашњем уреднику Дуге Драгољубу Голубовићу. Тврдио је да је пре потписивања споразума питао совјетску, америчку, па и британску владу о томе шта да ради, и да су му сви одговорили да треба да га потпише. Рекао је да за те тврдње има и писмене доказе које на захтев може да покаже, а и није се осећао кривим што је потписао тај споразум јер по њему није имао излаза, а и то му је наредио кнез Павле.[38] Није наведено да ли је документе који потрвђују то да су му америчка, совјетска и британска влада рекле да потпише споразум показао Драгољубу Голубовићу. Током боравка у егзилу је писао и говорио да тражи да се образује екипа релевантних стручњака на Балкану који би проценили да ли је потписивање Тројног пакта била издаја или частан покушај да се спречи кланица у којој је погинуло 1,8 милиона Југословена. У емиграцији су поједини политичари и званичници краљевине Југославије, који су били на супротним странама током Мартовског пуча, нападали једне друге преко штампе. Одговарајући на један текст Радоја Кнежевића, Цветковић је за 27. март написао:[39]

| „ | Боље рат него пакт, боље гроб него роб, била је парола свих који су и из рата и из гроба у паници бежали ка мору, да би се дочепали најближег аеродрома или евентуалног брода, који одвео би их на неко сигурније место, далеко од ратишта и рата, остављајући народ Југославије да буде и роб и гроб. Истим путем спасавања по сваку цену кренула је цела влада од 27. марта, а са њом и г. Кнежевић је, претходно потписавши капитулацију трупа, послао војску у логоре, народ под немачком, италијанском, мађарском, бугарском и албанском окупацијом, под масакр усташа и грађански рат из којег је произашла данашња комунистичка окупација Југославије. | ” |

- Унук Душана Симовића, који се такође зове Душан Симовић, поводом 75. годишњице Мартовског пуча је за Политику дао један краћи интервју. У њему је рекао да се генерал Симовић пре пуча консултовао са патријархом Гаврилом Дожићем и виђенијим политичарима и интелектуалцима и да нико није веровао вођи Трећег рајха који је газио гаранције дате силама попут Британије и Француске, а већ се наслућивало да ће напасти и Стаљина. Додао је и да је кнез Павле од Хитлера добио више нереалних обећања, попут припајања дела Грчке око Солуна, или да немачка војска неће чак ни пролазити Југославијом и упозорио је државни врх да споразум са Осовином нико неће прихватити. Његов унук је убеђен да без пуча Хитлер можда не би тако силовито напао Југославију, али би је свакако окупирао, а вероватно и распарчао и без пактирања и са тим папиром од 25. марта.[40]